# 俺の名はルパン三世
『俺の名はルパン三世』（おれのなはルパンさんせい）は、2007年7月に平和およびオリンピアが販売したパチスロ機種。
平和ではHEIWA BROSブランドでルパンパネルを、オリンピアでは次元パネルをそれぞれ発売し、同一機種のパネル違いが異なるメーカーから同時に発売されるという、業界でも珍しい販売方法を取った。同年9月の増台分においては『不二子2』『主役は銭形』と同一デザインの2バージョンのパネルが採用され、さらに同年12月にはルパン、次元、五右衛門、不二子、銭形の主要キャスト全員が描かれた『オールキャストパネル』も台数限定で発売された。

## 概要
3枚掛け専用でボーナス時は2枚掛けで行う。ビッグボーナスは348枚を越える払い出しで終了し（純増300枚）、スーパービッグ（ルパン絵柄付き赤7の3つ揃い）とノーマルビッグ（右にルパン無しの赤7）とがある。レギュラーボーナスは青7揃いで、168枚を越える払い出しで終了（純増150枚）。ノーマルビッグのみRTは付属しない。また、それぞれのボーナスの枚数の増減はない。3種類あるボーナスの比率は、全設定共通で1:1:1である。
RTはスーパービッグ後は100G、レギュラー後は50G。ただし途中でボーナスが成立するとその時点で終了となる。RT突入時に通常は次元・五右衛門・ルパンの3種類のステージから選択でき、RT中にスーパービッグを引いた場合には不二子ステージも選択できる。なお、RT中のリプレイ確率があまり高くはないため、コインは少しずつ減少する。
ボーナスは小役との同時当選がメイン。1枚役成立ならボーナス当選確定。3リールに一直線にならんだ単独チェリー（3連チェリー）は約30 - 40％で同時当選（高設定ほど確率が高い）する。ただし、単独チェリーにはA（ルパン三世図柄に挟まれたチェリー）、B（銭形図柄の上のチェリー）という2種類の異なったフラグが存在し、内部で成立した方のチェリーを狙って左リールを停止しないと、見た目にはハズレ目が停止する仕様になっている。そのため、ハズレ目からボーナスに当選することがしばしばある。A、Bどちらのチェリーを狙ってもリール上に停止する共通チェリーの場合は全設定共通で3.34％で同時当選となる。単独ボーナスも存在するが、65536分の1というプレミア級の確率に加えて、先述の通りハズレ目からのボーナス当選は取りこぼした単独チェリーとの同時当選の可能性が高いため、単独ボーナスを識別することは不可能である。

## 演出
- 演出は基本的にリール枠上部の液晶でルパン三世を中心とした演出（予告演出、タイプライター演出を含む）が、リール枠横および下部では銭形警部を中心とした小役演出などが行われる。なお、継続演出では全体が一つの演出となる。

- ルパンカットイン・・・レバーオン時に「♪ルパンザサ～ド♪」という主題歌の一節が流れて画面いっぱいに車を運転するルパンが映し出される。第1停止で遺跡脱出演出、次回予告演出、寝室ダイブ演出のどれかに発展するが、それぞれレバーオン時に発生した時よりも信頼度が上がる。

- 遺跡脱出演出・・・宝箱の中に入っているお宝をルパンが盗み出し、崩れていく遺跡を脱出することができれば見事ボーナス確定となる継続演出の1つ（ただし宝箱に財宝が山盛り入っていたり、カエルが登場したり、空っぽだったりした場合は1ゲーム完結）。最終ゲームで次元のカットインが入るとややアツい。宝箱の中身は王冠＜大ダイヤ＜小ダイヤの順で信頼度が高くなる（小ダイヤは遺跡脱出確定）。箱から銭形が登場した場合は美術館演出に発展する。
  - 金箱・・・基本対応役はベルorチェリーor一枚役。中身が空っぽだったり、カエルが出てきたらボーナス確定。
  - 銀箱・・・基本対応役はプラムorチェリーor一枚役orハズレ。金箱と同様、中身が空っぽ、カエル登場はボーナス確定。
  - 木箱・・・基本対応役はプラムorリプレイorチェリーor一枚役orハズレ。

- 美術館演出・・・ルパンが美術館に潜入し、銭形から逃げ切ることができればボーナス確定となる継続演出の1つ。ルパンがヘリコプターで潜入しヘリコプターで脱出するとややアツい。「クレオパトラの涙を盗め！」、「オリオンの王冠を盗め！」、「オーロラの雫を盗め！」の3種類があり、タイプライターを伴った場合には信頼度が増す。特に通常画面でレバーオン時にこれらのタイプライターが発生した場合、対応役は3連チェリーor一枚役で激アツ。お宝がカップ麺になっていたり、不二子がお助けとしてカットインするプレミアも存在する。

- 次回予告演出・・・アニメ「ルパン三世」の次回予告を模した演出で、信頼度が最も高い演出。ルパンのカットインが長い台詞を伴った場合にこの演出に繋がる。次のゲームから始まる美術館演出を緑色の背景に「次回は○○　お楽しみに」と表示する。また、「次回はビッグボーナス確定！お楽しみに」という確定演出もある。

- 寝室ダイブ演出・・・不二子が寝ているベッドにルパンがダイブする。ルパンが履いているパンツの色で成立した小役を告知。ルパンが窓の外に吹っ飛ぶと終了。壁に激突すると美術館演出に発展する。パンツがパート柄だとスーパービッグ確定、グレーだとプラムor単独チェリーor一枚役でアツい。

- タイプライター演出・・・これまでのシリーズでおなじみの演出。前作までとは異なり、規定上リールのフリーズが禁止されていたため、文字が1字ずつ表示されている間もリールは回り続ける。全体として次回予告演出に次ぐ信頼度。出ただけでボーナス確定のプレミアも存在する。
  - リーチ目を盗め！
  - ボーナス確定？（「？」なので確定ではない。）
  - ボーナス確定！（ビッグ確定）
  - チェリーを盗め！（チェリー否定でビッグ確定。チェリーを引いて、かつ同時当選した場合は通常画面に戻って別の演出を経てボーナス確定画面へ。）
  - プラムを盗め！（ボーナス当選の次ゲームにプラムが成立した場合、ごく稀に出るプレミアタイプライター。ボーナス絵柄を避けて目押しすることでプラム獲得が可能。ただしレギュラーボーナスの可能性あり。）
  - ベルを盗め！（「プラムを盗め！」と同様。）
  - ルパン三世颯爽登場（スーパービッグ確定のプレミア。主に美術館演出に発展するゲームのベットボタンを押した時に出る。寝室ダイブ演出でルパンがハートパンツを履いていた場合は必ず出る。）
  - スーパービッグ確定！（主にルパンRT中、スペシャル予告音が鳴ったゲームの第1停止で出るプレミア。）
  - 俺の名はルパン三世（ルパンRT中、スペシャル予告音が鳴ったゲームの第3停止で出るプレミア。）

- 不二子ルーレット演出・・・レバーオン時に「また会ったわね」という不二子の声で始まる1ゲーム完結の演出。対応役はチェリーor一枚役。背景の色で信頼度が異なり、黄＜青＜赤の順に高くなる。赤背景にはルーレットの数字がすべて7というスーパービッグ確定のプレミアも存在する。

- 宝箱演出・・・遺跡脱出演出を参考のこと。

- キャッチ演出・・・歩いている銭形が立ち止まり、リール停止時に飛んでくるもので成立役を告知。ダイヤキャッチは単独チェリーor一枚役orハズレ。ヤカンキャッチはほぼハズレだが、ごく稀に一枚役が成立しリーチ目が停止することもある。第1停止でダイヤをキャッチした場合は単独チェリーor一枚役で激アツ（演出高確時除く。「演出高確時」については下記を参照）。

- ダッシュ演出・・・銭形が左に走り、リール停止時にぶつかったもので成立役を告知。キャッチ演出と同様。左に走りぬけて美術館演出に発展するパターンもある。また、何にもぶつからないのに銭形が転倒するパターンも存在する。

- キャラ出現演出・・・歩いている銭形が画面から消え代わりにルパン以外のサブキャラクターが登場したり、画面下から小役ナビを持った銭形が登場する。何も無かったかのようにそのまま銭形が戻ってくるパターンもある。
  - 不二子出現・・・単独チェリーor一枚役orハズレ。黒いビキニを着ているプレミアパターンもある。
  - 五右衛門出現・・・ベルor一枚役。
  - 次元出現・・・ボーナス確定。
  - 画面下から銭形・・・第1停止で両手にチャンスダイヤはボーナス確定。手錠しか持っていないパターンもある。「ルパン逮捕だ」と言って美術館演出に発展する場合もある。

- 手錠投げ演出・・・画面下に6つのナビが表示され、銭形の投げた手錠がそれらのどれかを捕まえる。通常はチャンス×1、ルパンの写真×1、小役A×2、小役B×2が表示されることが多いがこのパターンが崩れると信頼度アップ。演出高確時に6つのナビすべてが同一図柄で表示されることが多いが、外れることも多々ある。ただし、通常時に同一図柄6つのパターンは超激アツ。また、主にダイヤをキャッチした場合は、リール全体を大きい手錠で捕まえる手錠投げスペシャル演出に発展。キーンという音とともに「男銭形、命に代えてもルパンを捕まえて見せます」と言うとボーナス確定。

- 追っかけ演出・・・画面下に2頭身のルパンと銭形が現れ、画面左にいるルパンを画面右にいる銭形が追いかける。ルパンを捕まえた場合は美術館演出に発展。失敗した場合はそこで終わりだが、ベットボタンで復活し手錠投げスペシャル演出に発展することもある。基本は共通チェリーだが、単独チェリーや一枚役が成立することもある。単独チェリー成立でルパンを捕まえ損ねた場合は激アツ。

- ライト演出・・・ベンツを運転するルパンがトンネルに入り、ヘッドライトで成立役を告知。銭形が追いかけてきて美術館演出に発展することもある。

- 通信演出・・・レバーオンで右上に砂嵐状態の携帯の画面が現れ、第1停止でキャラクターが登場するかタイプライターで文字が表示される。キャラ登場時は背景の色が白＜青＜赤の順にアツくなる。青背景、赤背景時は登場キャラに関わらず単独チェリーor一枚役。白背景時は全キャラ共通で単独チェリーor一枚役orハズレの他に、キャラ別の対応役があり次元はプラム、五右衛門はベル、不二子は共通チェリーに対応。白背景の銭形は対応役無しとなっている。タイプライターはボーナス確定のプレミア。各キャラのセリフとタイプライターは以下の通り。
  - 次元・白背景「今回ばかりは気が進まねぇな」or「準備は整った。いつでもいいぜ。」
  - 次元・青背景「俺たちの生き様を見せてやろうぜ」
  - 次元・赤背景「俺たちは心優しい悪党だからな」
  - 五右衛門・白背景「胸騒ぎがする」or「ルパン、拙者はいつでも行けるぞ」
  - 五右衛門・青背景「今宵動くのが吉。拙者の勘がそう告げているでござる」
  - 五右衛門・赤背景「今宵の斬鉄剣は一味違うぞ」
  - 不二子・白背景「私欲しいものは必ず手に入れる主義なの」
  - 不二子・青背景「ルパン、私のお願い聞いてくれる？」
  - 不二子・赤背景「もう、ルパンのエッチ」or「次のゲームで決めて！」
  - 銭形・白背景「ワシは諦めんぞ。地獄の底まで貴様を追いかけてやる」
  - 銭形・青背景「貴様のモンキー面を忘れたことは一度たりともない」
  - 銭形・赤背景「男銭形ぁ、命に代えてもルパンを捕まえて見せます」or「次のゲームで貴様を逮捕してやるぞ」
  - タイプライター「俺の名はルパン三世」（スーパービッグ確定。発生確率108万分の1で全演出中一番発生しにくい）
  - タイプライター「ボーナス確定！」

- リールスタート音に関する演出・・・「遅れ」はチェリーor一枚役でアツい。スタート音が無音だった場合は、第3停止時にブルーフラッシュが発生しスーパービッグが確定する。

- ビッグボーナス時のBGMは、RT中にスーパービッグに当選した場合アニメ版の劇中で流れた「スーパーヒーロー」になる。また、ノーマルビッグ後の100G以内にスーパービッグに当選すると、アニメ版第1シーズンのOPで流れた物と同じナレーションでキャラクター紹介が流れる（ただし声は山田康雄ではなく栗田貫一による新録）。

## 「演出高確時」という表記について
このページで言う「演出高確時」とは、以下の演出が発生した次ゲームのことを指す。
- キャッチ演出で銭形がチャンスダイヤをキャッチ
- ダッシュ演出で銭形がチャンスダイヤにぶつかる
- キャラ出現演出で不二子が登場
- キャラ出現演出で第3停止時に画面下からチャンスダイヤを2つ持った銭形が登場
- 通信演出で第3停止後にルパンが応答

これらの演出が発生した次のゲームは演出が非常に発生しやすく、かつ基本対応役を全く無視した役が成立することが多い。「金箱なのにプラムが揃った」「ライト演出で赤ライトなのにリプレイが揃った」というのはその典型的な例である。過去のルパンシリーズではナビ矛盾はすべてボーナス確定だったが、本作では外れることが多く注意が必要である。